# Тех-А-С
РК Тех-А-С — украинский регбийный клуб из Харькова. В настоящее время играет в чемпионате Украины по регби. Основан в июне 2002 года при активном участии ректора университета академика Мазоренко Д. И., декана факультета технического сервиса профессора Науменко А. А., профессора Сидашенко А. И., доцента Тихонова А. В. и мастера спорта Кордас В. М. В состав регбийной команды входят игроки, обучающиеся на факультетах Технического сервиса и энергетики и компьютерных технологий ХНТУСХ им. П. Василенко, студенты вузов ХНАДУ, ХНУРЭ, ХНАУ, а также учащиеся техникумов и средних школ города Харькова. Средний возраст игроков команды — 19 лет.

## История клуба
Свою первую игру команда Тех-А-С провела с командой УИПА (Харьков) 15 октября 2002 года.

### 2003 год
С 2003 года команда Тех-А-С ХГТУСХ участвует в чемпионате Украины первой лиге по регби (15х15). Игроки клуба в 2003 году в составе команды университета приняли участие в Универсиаде Украины по регби (7х7) и заняла одиннадцатое место, а также принимала участие в розыгрыше кубка Артюха, где заняла пятое место.
Крупное поражение 0:82 от команды УИПА (Харьков).
Совместно с университетом регбийный клуб ежегодно проводит кубок ректора ХНТУСГ в котором принимают участие студенческие мужские команды России и Украины, так в апреле 2003 года кубок выиграл регбийный клуб «ХТЗ», а в октябре того же года — регбиний клуб Тех-А-С ХГТУСХ.

### 2004 год
В 2004 году команда Тех-А-С ХГТУСХ приняла участие в чемпионате Украины сере команд первой лиги где на первом этапе заняла второе место в зоне «В», а затем четвёртое место среди команд которые боролись 1-5 место в первой лиге. 2004 году команда Тех- А -С завоевала бронзовые награды чемпионата первой лиги. Кроме того, в 2004 году команда заняла 3 место на чемпионате Харьковской области среди высших учебных заведений по регби (7х7), 2 место в открытом первенстве Ростовской области (Россия) по регби (7х7), 2 место на чемпионате Украины среди высших учебных заведений по регби (7х7).
Крупная победа в чемпионате первой лиги Украины 42:5 над командой АРГО-НАУ 2 (г. Киев).
В 2004 году соревнования на Кубок ректора проходили 11-12 ноября, в этом году кубок выиграли спортсмены ОГАСА г. Одесса.

### 2005 год
2005 году команда заняла 2 место на чемпионате Харьковской области среди высших учебных заведений по регби (7х7). На Универсиаде Украины 2005. команда заняла шестое место.
В 2005 году команда Тех-А-С принимает участие в чемпионате Украины высшей лиги.

### 2007 - 2008 года
Наилучшие свои результаты команда начала показывать с 2007 года, когда её возглавил новый тренер мастер спорта Украины Дмитрий Федишин, который проработал с ней до 2009 года.
В 2008 пришёл первый успех в этом году «ТЕХ-А-С» стал чемпионом Украины среди молодёжи по регби -7 в составе: Головко Дмитрия, Новокрещенова Алексея, Масюкова Павла, Масюкова Дениса, Волонца Евгения, Ермуракия Игоря, Каяяна Артура, Мазепы Андрея.
В этом же году команда «ТЕХ-А-С» заняла второе место в чемпионате Украине первой лиги по регби -7. Этот успех она повторила в 2009 году.

### 2009 год
В 2009году команду возглавил новый тренер мастер спорта Украины Николай Кирсанов. В этом году команда заняла первое место в чемпионате высшей лиги по регби -15, дошла до полуфинала кубка Украины по регби-15. За что 25 игроков команды были удостоены звания кандидата в мастера спорта Украины: Мазепа Андрей, Пальгов Василий, Солоницкий Александр, Калиберда Сергей, Костенко Владимир, Киричук Андрей, Головко Дмитрий, Семка Дмитрий, Земский Павел, Ткаченко Александр, Валетенко Виталий, Трифонов Владимир, Мумуни Умаду, Пащенко Денис, Иванченко Николай, Пидгайко Игорь, Черняченко Сергей, Толстой Вадим, Зяблов Александр, Солошко Денис, Нечвола Антон, Орлов Рустам, Чумаслов Алексей, Огильба Владислав, Матвейчук Артем.

### 2010 год
С 2010 года принимает участие в чемпионате Украины высшей лиги по регби -7. В 2010году заняла 9 место (12 участников), в 2011 году – 6 место (12 участников).
В 2010 году команда подтвердила свои амбиции и заняла третье место в чемпионате высшей лиги по регби-15.
21 ноября 2010 года в г. Киеве на стадионе «Спартак» регбисты ХНТУСХ имени Петра Василенко впервые выиграли золотые медали чемпионата Украины регби -7 среди студентов в составе: Головко Дмитрия, Нечволы Антона, Мазепы Андрея, Костенко Владимира, Пальгова Василия, Земского Павла, Черняченко Сергея, Семки Дмитрия, Аблаева Сельвера, Майорова Алексея, Киричука Андрея, Солошко Дениса.

### 2011 год
Высокие спортивные результаты показаны командой и в 2011 году.
На универсиаде среди студентов высших учебных учреждений 3-4 ступени аккредитации Харьковской области по регби -7 первая группа (1 место среди 8 участников).
На Универсиаде Украины в составе сборной команды Харьковской области по регби -7 (3 место среди 8 участников).
На чемпионате высшей лиги Украины по регби -7 (6 место среди 12 участников).
Чемпионате высшего дивизиона Украины по регби -15 (6 место среди 13 участников).
На молодёжном чемпионате Украины по регби -7 (1 место среди 8 участников). Чемпионами Украины стали: Головко Дмитрий, Нечвола Антон, Семка Дмитрий, Шевчук Виталий, Костенко Владимир, Пальгов Василик, Трифонов Владимир, Черняченко Сергей, Солошко Денис, Хитаришвили Гиоргий, Орлов Рустам, Киричук Андрей.

### 2013 год
В 2013 году команда ТЕХ-А-С заняла третье место в чемпионате высшей лиги Украины  по регби -7.
А так же заняла 6 место Высшей лиги Украины  по регби-15, проиграв 5 место феодосийскому "Морю".

## Современный этап
На данный момент РК Тех-А-С выступает в Высшей лиге Украины.

## Руководство команды
Общее руководство клубом осуществляет почетный президент клуба — ректор Харьковского национального технического университета сельского хозяйства имени Петра Василенко академик Тищенко Леонид Николаевич.
- Президент РК Тех-А-С ХНТУСХ — профессор Науменко Александр Артемович;
- Старший тренер — мастер спорта, неоднократный призёр чемпионатов Украины — Кирсанов Николай Владимирович;
- Начальник команды и член правления — доцент Тихонов Александр Всеволодович;
- Члены правления:
  - профессор, лауреат государственной премии Украины Сидашенко Александр Иванович;
  - доцент Сорокин Сергей Петрович.

## Игровая форма
Основной комплект: Регбийка и гетры зелёного цвета, трусы белого цвета.
Дополнительный комплект: Регбийка белого цета с зелеными вставками, белые трусы, гетры зелёного цвета.
Резервный комплект: Регбийка чёрного цвета с синими вставками, трусы чёрного цвета, гетры белого цвета.